# Curtiss-Wright VZ-7
Le Curtiss-Wright VZ-7, également connu sous la désignation VZ-7AP, était un ADAV expérimental de type « quadrirotor », conçu pendant les années 1950 par le constructeur américain Curtiss-Wright pour la compétition de l'United States Army visant à acquérir une « Jeep volante ». Il était en compétition face aux Chrysler VZ-6 et Piasecki VZ-8 AirGeep. Aucun de ces trois projets n'atteignit le stade de la production en série.

## Conception et développement
Deux prototypes furent livrés à l'US Army au milieu de l'année 1958.
Aussi surnommé « Flying Truck » (en français : « camion volant »), le VZ-7 avait un fuselage avec un siège pour le pilote, des réservoirs de carburant et les commandes de vol. Les hélices étaient attachées de chaque côté du fuselage et ne possédaient pas de carénages. Initialement, ces derniers avaient été installés, mais ils ont été retirés plus tard. Il y avait au total quatre hélices, et le contrôle en vol de l'appareil était assuré par la variation de la poussée qui était produite par chacune d'elles, ainsi que par une gouverne placée dans l'échappement du turbomoteur Artouste de 425 ch (317 kW) qui le propulsait. La plateforme volante était manœuvrable et facile à piloter.
L'appareil se comporta bien pendant les essais, mais il ne parvint pas à atteindre les standards attendus par l'US Army en matière d'altitude et de vitesse. Il fut alors retiré du service et renvoyé chez son constructeur en 1960. Aucun des trois projets de Jeep volante n'atteignit le stade de la production en série et, dès les années 1960, tous ces projets avaient été abandonnés.

## Héritage
Un VZ-7 fait partie de la collection aéronautique de l'United States Army Aviation Museum, à Fort Rucker, en Alabama. Il n'est toutefois pas exposé en public en raison d'un manque de place disponible.

## Spécifications techniques
Données de « Flying Jeeps » & Air Vectors.
Caractéristiques générales
- Équipage : 1 pilote
- Longueur : 5,18 m
- Diamètre rotor principal : 4,87 m
- Hauteur : 2,83 m
- Masse à vide : 771 kg
- Masse typique : 952 kg
- Charge utile : 250 kg
- Moteur : 1  turbomoteur Turbomeca Artouste de 425 ch (317 kW)
- Hélices : 4 rotors

 Performances 
- Vitesse maximale : 51 km/h
- Vitesse de croisière : 40 km/h
- Plafond : 61 m

### Articles de presse
- (en) Stephen Harding, « Flying Jeeps : The US Army's Search for the Ultimate 'Vehicle' », Air Enthusiast, Stamford, Lincs, Royaume-Uni, Key Publishing, no 73,‎ janvier/février 1998 (ISSN 0143-5450).